# Bob Jackson (nuotatore)
Robert Scott Jackson, detto Bob (Alhambra, 5 marzo 1957), è un ex nuotatore statunitense.

## Carriera
Si è classificato sesto alla finale dei 100 metri dorso maschili con il tempo di 57,69 secondi. Specializzato nel dorso, ha vinto due medaglie d'oro ai campionati mondiali di nuoto nel 1978.

## Palmarès
- Mondiali

Berlino 1978: oro nei 100m dorso e nella staffetta 4x100m misti.
- Giochi panamericani

Città del Messico 1975: argento nei 100m dorso e bronzo nei 200m dorso.
San Juan 1979: oro nei 100m dorso e nella staffetta 4x100m misti.